# Pär Sundberg
Pär Thomas Carl Sundberg (Stockholm, 22 oktober 1957) is een Zweeds voormalig acteur die als kind met zijn rol als Tommy in de televisieserie Pippi Langkous en bijhorende films wereldwijd bekend werd. Hij studeerde in het Zweedse Lund. In 2001 was hij werkzaam als manager van een firma in Malmö.

## Filmografie
- 1969-1971 - Pippi Langkous (televisieserie)
- 1969 - Pippi Langkous (film uit 1969)
- 1969 - Pippi gaat van boord
- 1970 - Pippi in Taka-Tukaland
- 1970 - Pippi zet de boel op stelten

## Trivia
- Tijdens de opnames van een van de Pippi Langkousfilms gaf schrijfster en Pippi-bedenkster Astrid Lindgren een kettinkje met een gouden hartje aan de toen 13-jarige Sundberg. Ze vertelde hem dat hij het aan een speciaal iemand moest geven als hij ouder was. Hij heeft tot nu toe nog geen geschikt persoon gevonden (2002).
- Na in de Pippi Langkousfilms gespeeld  te hebben wist hij zeker dat hij met acteren wilde stoppen.[1]